# Volksbank Diepholz-Barnstorf
Die Volksbank Diepholz-Barnstorf eG war eine eingetragene Genossenschaftsbank mit Sitz in Diepholz im Landkreis Diepholz in Niedersachsen.

## Geschäftsgebiet
Das Geschäftsgebiet umfasste insgesamt vier Geschäftsstellen in Rehden, Drebber und Barnstorf sowie die Hauptstelle in Diepholz.

### Fusion
Die Volksbank Diepholz-Barnstorf eG hat am 29. Mai 2018 rückwirkend zum 1. Januar 2018 mit der Volksbank Sulingen fusioniert.

## Verbundpartner
Die Volksbank eG gehörte zur genossenschaftlichen Finanzgruppe. Zu den Verbundpartnern der Bank zählten:
- Bausparkasse Schwäbisch Hall
- DZ Bank
- R+V Versicherung
- easyCredit
- Union Investment
- VR Leasing Gruppe
- DZ Privatbank
- MünchenerHyp
- DG HYP
- WL Bank